# Butterfly Fly Away
"Butterfly Fly Away" é uma canção dos cantores norte-americanos Miley Cyrus e Billy Ray Cyrus. A música foi primeiramente ouvida no filme Hannah Montana: The Movie, no qual os dois participam, e foi subsequentemente incluída na trilha sonora da película. A obra deriva das origens estilísticas do country pop, e sua letra descreve a mudança de uma criança para a fase adulta. Uma versão estendida foi gravada e incluída no décimo primeiro álbum de Billy Ray, Back to Tennessee.
A composição recebeu opiniões positivas da crítica, e mesmo não recebendo lançamento como single, conseguiu entrar em tabelas de vários países, sendo eles Austrália, Canadá, Irlanda, Reino Unido e Estados Unidos. Sua melhor posição internacionalmente foi em uma tabela do terceiro território mencionado, onde conseguiu a posição quarenta e seis, na Irish Singles Chart. Os dois cantores interpretaram o tema em diversas ocasiões; uma apresentação na Apple Store inglesa foi gravada e eventualmente lançada em um extended play (EP).

## Antecedentes e estilo musical
"Butterfly Fly Away" é uma canção que deriva do gênero musical country pop, com uma duração de três minutos e dez segundos. Da mesma forma que o último dueto entre Miley e Billy, "Ready, Set, Don't Go", a música descreve a transição de uma criança para a fase adulta. A música foi escrita e produzida por Glen Ballard e Alan Silvestri para Hannah Montana: The Movie, adaptação cinematográfica de Hannah Montana que foi lançada em 2009. De acordo com o filme, quando a personagem principal Miley Stewart era jovem, seu pai Robby Ray Stewart constumava dizer-lhe que, enquanto uma lagarta pode não ser capaz de movimentar muito, ela ainda pode sonhar com a borboleta que um dia será. Este comentário tornou-se um assunto recorrente durante a película e serviu como a base principal para a letra de "Butterfly Fly Away", que utiliza a metamorfose de uma lagarta como uma metáfora para a transição de criança para adulto. Na obra cinematográfica, os dois atores intepretam a música enquanto seus personagens estão em um coreto durante uma chuva. Billy Ray Cyrus comentou: "Filmar a cena foi um lindo momento especial. A música foi escrita por Glen Ballard, um poderoso compositor que escreveu 'Man in the Mirror' de Michael Jackson. Eu sabia que a canção era especial [...] e com certeza será um destaque no filme". De acordo com a partitura publicada pela Walt Disney Music Publishing, a música é definida em um tempo de assinatura suave com um metrônomo de 69 batidas por minuto. Composta na chave de si maior, os vocais da composição variam uma oitava, entre a nota baixa de dó sustenido até a nota alta de si.

## Recepção pela crítica
Os revisores foram diretos durante as críticas da música. Warren Truit do About.com achou ela "sentimental", enquanto que Scott Mervis do Pittsburgh Post-Gazette a chamou de "um doce dueto". Heather Phares do Allmusic fez um comentário semelhante ao de Mervis, dizendo que a obra é um "dueto muito doce". Stephen Thomas Erlewine, do mesmo site, foi mais negativo, adjetivando-a de "melosa e nojenta", dizendo que Billy Ray não soa bem. Leah Greenblatt, do Entertainment Weekly escreveu: "O dueto delicado [de Miley] com seu pai Billy Ray, 'Butterfly Fly Away', é tranquilamente encantador". O revisor da revista Billboard Ken Tucker estatou que é "uma canção arejada e fluente sobre família na qual vozes de pai e filha se misturam bem". Michael Rechtshaffen do The Hollywood Reporter chamou "Butterfly Fly Away" de "uma suave balada de Glen Ballard e Allan Silvestri". O número foi pré-nomeado na categoria de melhor canção original do Oscar de 2010, porém não recebeu uma indicação.

## Divulgação
Os dois artistas interpretaram a música durante o Good Morning America, juntamente com performances de "Full Circle", "Hoedown Throwdown" e "The Climb". A obra também foi incluída em uma AOL Sessions, que foi gravada em 13 de abril de 2009. Na Apple Store londrina, a canção também foi cantada juntamente com uma versão dueto de "Thrillbilly" e vários outros singles dos dois músicos. As faixas, juntamente com algumas obras de Ray Cyrus, foram lançadas em um extended play (EP) vendido exclusivamente pela loja virtual iTunes do território britânico, que foi denominado iTunes Live from London.

## Desempenho nas tabelas musicais
"Butterfly Fly Away" estreou na posição 72 na Billboard Hot 100 na semana terminada em 25 de abril de 2009. Na semana seguinte, a canção obteve seu pico na posição cinquenta e seis. A obra ficou um total de três semanas consecutivas na tabela. Na semana de 25 de abril, teve sua estreia na Canadian Hot 100 na 76.ª posição. Na semana seguinte, pulou para o número cinquenta na parada, sendo esta a sua melhor posição. A música ficou mais semanas no Canadá que nos Estados Unidos, ficando uma semana a mais que o último.
A composição obteve resultados similares em outros países. No Reino Unido, a canção estreou e teve como melhor posição a de número 78 na semana terminada em 16 de maio de 2009. Sua melhor posição internacionalmente foi na irlandesa Irish Singles Chart. Na sua estreia na tabela, conseguiu a 47.ª posição na semana de 7 de maio de 2009. A canção subiu um número na semana seguinte, conquistando sua melhor posição. Também conseguiu entrar na Australian Singles Chart na posição cinquenta e seis.

### Posições
| Tabela musical (2009)                | Melhor posição |
| ------------------------------------ | -------------- |
| Austrália - Australian Singles Chart | 56             |
| Canadá - Canadian Hot 100            | 50             |
| Estados Unidos - Billboard Hot 100   | 56             |
| Irlanda - Irish Singles Chart        | 46             |
| Reino Unido - UK Singles Chart       | 78             |